# Heatbeat (DJ)
Heatbeat es un grupo argentino de trance. formado por Matías Faint y Agustin Servente orientado a la música trance.

## Historia
Sus temas más conocidos son 'Paradise Garage', 'Ask The Angels', 'Roses Never Cry', 'Rocker Monster', 'Chow Mein', 'Game Over', 'Aerys', 'Bloody Moon' y 'Cell '. Implementando varias secciones de notas de estilo español en sus pistas, su estilo de Trance es único e identificable. Al inscribirse en la discográfica de Armada, iniciada por el famoso artista de Trance, Armin van Buuren, su música llega a un amplio público de Trance.
En su juventud se interesaron por el género EDM. Los dos fueron influenciados principalmente por artistas como Paul van Dyk, The Prodigy, BT y más. Como ambos tienen fuertes habilidades en instrumentos como el piano, la batería y la guitarra, comenzaron a producir en edades tempranas. Para cuando formaron el grupo, ambos tenían las habilidades suficientes para comenzar a producir música electrónica de baile.
Lograron obtener el apoyo de otros productores y DJs como Armin Van Buuren, Paul Van Dyk, Tiësto, Markus Schulz, entre otros. Ahora, han llegado a la categoría de jugar codo a codo con artistas como Above & Beyond, John O'Callaghan, Cosmic Gate y Ferry Corsten. Sus canciones y mezclas han sido y aún se emiten en estaciones de transmisión de música electrónica en todo el mundo.
Han participado de eventos como espectáculo A State Of Trance de Armin van Buuren en Moscú, Miami, Ibiza, Los Ángeles y en los clubes más grandes de Buenos Aires. En 2012, los dos completaron su primera gira mundial, comenzaron su propio programa de radio y también tuvieron dos canciones en la lista de mejores canciones de trance de Beatport. La pareja recibió el apoyo de los principales nombres y sellos discográficos de EDM, y también obtuvieron un rango de 81 en los mejores 100 de DJ Mag 2012.
En 2017 crearon su propio sello, Armada Music, Aerys Records. La idea de este proyecto es dar la oportunidad a diferentes artistas o productores que se encuentran en Argentina o Latinoamérica. Algunos de estos productores son Luciano Martínez, Arquitecto, Apaches y Danilo Ercole.

## Sencillos
- Matías Faint & Agustín Servente - The Sky Isn't The Limit [Istmo Music]
- Matías Faint & Agustín Servente pres. Heatbeat - Another Loud Thought [Istmo Music]
- Heatbeat - Harmony Rain [Istmo Music]
- Heatbeat - Protoculture [Istmo Music]
- Heatbeat - Nebula [High Contrast]
- Heatbeat - Push Over [Armada]
- Heatbeat - Chochicho Tiene Hambre [Armada]
- Heatbeat pres. Matías Faint - Sxing [In Charge]
- Heatbeat pres. Agustín Servente - Sense & Sensibility [Istmo Music]
- Heatbeat - Caledonia [Armada]
- Heatbeat - Spindash [Armada]
- Heatbeat - Geek Love [Armada]
- Heatbeat - Paradise Garage [Armada]
- Heatbeat - Vergatron [Armada]
- Heatbeat pres. Matías Faint - Ketazord [Istmo Music]
- Stacker - Why [Solaris]
- Matías Faint - Hooverlist [High Contrast]
- Matías Faint - Toxic [High Contrast]
- Agustín Servente - Esturion [Kill The Lights]
- Heatbeat feat. Josie - Because of You [Armada]
- Heatbeat feat. Josie - Because of You (Redubberz Mix) [Armada]
- Matías Faint - Neitherworld (Original mix) [High Contrast]
- Matías Faint - Neitherworld (Heatbeat Remix) [High Contrast]
- Heatbeat - Mr Walrus [Armada]
- Heatbeat - Hadoken [Armada]
- Heatbeat & Exit - Go [Subculture]
- Matías Faint - Last Breath [High Contrast]
- Heatbeat - Trash [Armada]
- Heatbeat - Shawarma [Armada]
- Heatbeat - Eternity [Vandit]
- Heatbeat pres. Heatdeep feat. Andrea Cardenal - Kids [Istmo Music]
- Heatbeat feat. Jessica Bennett - Light Up [Armada]
- Heatbeat feat. Jessica Bennett - Light Up (Rough Mix) [Armada]
- Heatbeat - Ask The Angels  [Armada]
- Heatbeat - Ask The Cat  [Armada]
- Matías Faint - Casino Fire [Armada]
- Heatbeat - Chinpokomon [Armada]
- Heatbeat - Roses Never Cry [Armada]
- Heatbeat - Rocker Monster [Captivating Sounds/Armada]
- Heatbeat - Arganda [Captivating Sounds/Armada]
- Heatbeat - Chow Mein [Captivating Sounds/Armada]
- Heatbeat - Extra Bacon [Captivating Sounds/Armada]
- Heatbeat - Game Over [Mainstage/Armada]
- Heatbeat - #BOOM [Armada]
- Heatbeat - Aerys [Armada]
- Heatbeat - Bloody Moon [Armada]
- Heatbeat - Buenosaurus [Armada Trice]
- Heatbeat - Berserker [Armada Captivating]
- Heatbeat - It's Killing Me [Armada Captivating]

#### 2016
- Heatbeat - TYNO [Armada Captivating]
- Heatbeat - Imperio [Who's Afraid Of 138?!]
- Heatbeat - Test Your Might [Who's Afraid Of 138?!]

#### 2017
- Heatbeat - Mechanizer [Aerys Records]
- Heatbeat - Bondi [Aerys Records]
- Heatbeat - Thunderbolt [Aerys Records]
- Stacker - Omelette Paradise [Aerys Records]
- Heatbeat - Section 9 [Aerys Records]
- Heatbeat - Meteora [Aerys Records]
- Heatbeat - Total Ownage [Aerys Records]
- Heatbeat - Ecuador [Aerys Records]

### Remixes
- Mike Foyle - One Day (Faint & Agustín Servente Remix) [Impressive]
- 2-Trance - Siberian Dawn (Heatbeat Remix) [Novascape]
- Santiago Nino - Motion (Heatbeat Remix) [Dub Tech]
- Der Mystik — Jewel Eyes (Heatbeat Remix) [Neuroscience]
- Flavio Grifo - No Rules (Heatbeat Nütech Remix) [Novascape]
- Heatbeat - Protoculture (Heatbeat Remix) [Istmo]
- Juiz Electric vs DJ Katakis - African Beauty (Heatbeat Remix) [Follow]
- Santiago Niño & Damien Heck feat. Antonia Lucas - Red Sky (Heatbeat Remix) [Vandit]
- Milan Lieskovsky - Elenya (Heatbeat Remix) [Progez]
- Randy Boyer & Kristina Sky - Set It Off (Heatbeat Remix) [Vandit Digital]
- Pulsate - Fuel the passion (Heatbeat Remix) [Infrasonic]
- Randy Boyer - Alive (Heatbeat Remix) [Flashover]
- Ross & Buddy - Lights Out (Heatbeat pres. Matías Faint Remix) [Full Tilt]
- Bryan Kearney pres. Spunuldrick - The Walrus (Heatbeat pres. Matías Faint Remix) [Full Tilt]
- Sindre Eide vs Aimar feat. Layla J - Desert Snow (Heatbeat Remix) [Fektive]
- Joshy Rotten - Forever (Heatbeat Remix) [Electric Candy]
- Joshy Rotten - Forever (Heatbeat Dub Mix) [Electric Candy]
- Judge Jules feat Headstrong - Could Be Love (Heatbeat Remix) [Maelstrom]
- Solarstone feat. Essence - Lunar Rings (Heatbeat Remix) [Solaris]
- Solarstone feat. Essence - Lunar Rings (Heatbeat Dub Mix) [Solaris]
- Element One - While it Lasted (Heatbeat Remix) [Motion]
- Bobina - More Than Love (Heatbeat Remix) [Newstate]
- Bobina - More Than Love (Heatbeat Dub Mix) [Newstate]
- Re:Locate & Mark Sixma – Piranha (Heatbeat Remix) [Spinning]
- John O'Callaghan feat. Sarah Howells - Find Yourself (Heatbeat Remix) [Armada]
- Ferry Corsten - Made of Love (Heatbeat Remix) [Flashover]
- Matías Faint - Neitherworld (Heatbeat Remix) [High Contrast]
- Jonas Stenberg - Trademark (Heatbeat Remix) [Musical Madness]
- Faruk Sabanci feat. Renee Stakey - Stranger (Heatbeat Remix) [Arisa Audio]
- Gareth Emery - I Will Be The Same (Heatbeat Remix) [Garuda]
- Tyler Michaud & Interstate - Junkie (Heatbeat Remix) [Vandit]
- John O'Callaghan - Desert Orchid (Alejandro Llermanos & Agustín Servente Remix)
- Tom Colontonio - Reflection (Heatbeat Remix) [Armada]
- Phillippe El Sisi feat. Josie - Over You (Heatbeat Remix) [Armada]
- Heatbeat - Shawarma (Chill Out Mix) [Armada]
- Lange - TBA (Heatbeat Remix)
- W&W - Invasion (Heatbeat Remix)
- Parker & Hanson - Afterthought (Heatbeat Remix) [Anjunabeats]
- Lange vs. Gareth Emery - This Is New York (Heatbeat Remix)
- Armin van Buuren feat. Ana Criado - Suddenly Summer (Heatbeat Remix)
- Paul Webster - The Joker (Heatbeat Remix)
- Solarstone vs. Scott Bond - 3rd Earth (Heatbeat Remix)
- Mark Sherry - Phantasmic (Heatbeat Remix)
- Cosmic Gate - So Get Up (Heatbeat Remix)
- Giuseppe Ottaviani with Audiocells featuring Shannon Hurley - I Am Your Shadow (Heatbeat Remix) [Black Hole Recordings]
- Sebastien feat. Satellite Empire - Escape (Heatbeat Remix) [Armada]
- Armin van Buuren & Bullysongs - Freefall (Heatbeat Remix) [Armada]
- Alex M.O.R.P.H - Don't Talk Away The Magic feat. Song and The Moon (Heatbeat  Remix) [Who's Afraid Of 138?!]

- 2017.
- Marc Marberg & Kyau & Albert - Orange Bill (Heatbeat Remix) [ARVA]
- Thomas Knight - Emerge (Heatbeat Remix) [Genesis]
- Ferry Corsten - Trust (Heatbeat Remix) [Flashover]
- AlexMo - Children of the Night (Heatbeat Remix) [MorAlity]

### con otros artistas
- Heatbeat & Der Mystik - The Last Reminder [Real Music]
- Heatbeat & Santiago Nino - Resaka [Dub Tech]
- Stacker & Detune - Rosary [Istmo Music]
- Heatbeat & Randy Boyer pres. Heatboyer - Happy Ending [Istmo Music]
- Stacker & Rodrigo Deem - Distance [Istmo Music]
- Stacker & Rj Van Xetten - Digital Andrómeda [Istmo Music]
- John O'Callaghan & Heatbeat - Las Lilas
- Richard Durand & Heatbeat - Devils Inside
- Heatbeat & Chris Schweizer - Nasty
- Heatbeat & Rodrigo Deem - Felina
- Heatbeat & Quilla - Secret [Armada Captivating]
- Heatbeat & Bjorn Akesson - Pharaon [Future Sound of Egypt]
- Heatbeat & Chris Schweizer - Cell [Armada Captivating]
- Alex M.O.R.P.H. & Heatbeat - Amistad [Vandit]

#### 2016
- Heatbeat & Tomas Heredia - I Am Darkness [A State Of Trance]
- Heatbeat & Eric Lumiere - You've Got Me Now [Armada]
- Team Argentina (Heatbeat, Chris Schweizer and Tomas Heredia) - Alpha Omega [Armada Captivating]
- Heatbeat & Chris Schweizer - Samurai [Who's Afraid Of 138?!]

#### 2017
- Heatbeat & Jordan Suckley - Brutal [Aerys]
- Heatbeat & Alex M.O.R.P.H - Shenlong [Aerys]
- Heatbeat & DIM3NSION - Mutenroy [Aerys]

## Ranking DJmag
| DJ       | 2012 | 2013 | 2014 |
| -------- | ---- | ---- | ---- |
| Heatbeat | 81°  | 81°  | 93°  |